# 大野藩
大野藩（日语：／ Ōno han */?）為日本江戶時代越前國（現福井縣大野市）曾經存在的藩。居城為大野城（龜山城）。

## 概說
大野城為織田信長的家臣金森長近在1575年建築，金森長近移封飛驒高山藩後，大野歷經青木秀以、長谷川秀一最後由織田信長次男織田信雄統領。1600年關原之戰織田信雄加入西軍之故，戰後改由結城秀康交給重臣土屋正明管理。
結城秀康死後土屋正明殉死，改由小栗正高管理。1624年秀康之子松平直政以5萬石封於大野，大野藩從此立藩。
1635年8月松平直政改封信濃國松本藩，松平秀康之子松平直基由越前勝山藩改封此處。
1644年松平直基又一封出羽國山形藩，松平秀康之子松平直良又由越前勝山藩改封至此。
1678年松平直良去世後，其子松平直明繼承家督，並於1682年改封播磨國明石藩。
此時大也改由江戶幕府初期大老土井利勝三男土井利房由下野國轉封，其繼任者也在其於1683年去世後，奠立了本藩的基礎。
天保年間的飢荒造成藩內財政相當大的打擊，因此第7代藩主土井利忠展開以財政再建為主的藩政改革。在提高生產力、普及教育、任用賢能、整理藩借金等政策後，完成初步改革。經濟基礎穩固後利忠又設立藩營醫院、引入西洋軍制、實施種痘等預防接種、並徹底讓有能力的人材前往藩校就學、並提供國外遊學的獎勵等積極的改革，使其成為幕末的名君。
1862年土井利忠因病隱退後，其三男土井利恒成為藩主，並在1869年版籍奉還後成為大野藩知事。
1871年廢藩置縣後大野藩成為大野縣，之後併入福井縣。

## 歴代藩主

### 越前松平氏
親藩大名  5萬石
1. 松平直政 從四位下。侍從。出羽守。

親藩大名  5萬石
1. 松平直基 從四位下。侍從。大和守。

親藩大名  5萬石
1. 松平直良 從四位下。侍從。土佐守。
2. 松平直明 從四位下。若狹守。

### 土井氏
譜代大名  4萬石
1. 土井利房 從四位下。侍從。能登守。
2. 土井利知 從五位下。甲斐守。
3. 土井利寛 從五位下。伊賀守。
4. 土井利貞 從五位下。能登守。
5. 土井利義 從五位下。造酒正。
6. 土井利器 從五位下。甲斐守。
7. 土井利忠 從五位下。能登守。
8. 土井利恒 從五位下。能登守。